# Iffley Meadows
Iffley Meadows ist eine Insel in der Themse bei Oxford in Oxfordshire, England. Die Insel wird im Osten vom Hauptarm der Themse begrenzt und im Westen vom Weirs Mill Stream und dem Hinksey Stream, die Nebenarme der Themse sind.
Das Iffley Lock liegt am östlichen Rand der Insel und gewährt mit einer Fußgängerbrücke Zugang zur Insel. Im Norden und Süden ist die Insel jeweils mit einem Wehr mit dem Festland verbunden. Im Süden wird die Isis Bridge (A423) über die Insel geführt, im Norden führt die Donnington Bridge (B4495) über die Insel.